# 鬼蝶
鬼蝶，是台灣民間傳說中出現在海上的蟲型妖怪，是災難的前兆。

## 外表
鬼蝶打開翅膀時大得跟手掌一樣，蝶翼上也有數十個眼睛，每拍動一下就會眨一下。

## 能力
傳說中當鬼蝶出現、特別是成群從天而降時，表示暴風雨即將來臨，這時船上的水手會將風帆收起。

## 類似物種
台灣和日本地區的紫斑蝶，會隨著季節而出現遷徙的現象，其中也有跨海抵達其他地區的案例，且牠們的翅膀上有不少斑點，跟鬼蝶傳說中的形象類似。